# Gunnar O. Westerberg
Gunnar Olof Westerberg, känd som Gunnar O. Westerberg, född 27 juni 1920 i Halmstad, död 30 januari 2001 i Zürich, var en svensk  civilingenjör, företagsledare och tidigare verkställande direktör för Albany Nordiskafilt samt tidigare ägare av Vargaslätten.
Westerberg utexaminerades från Lundsbergs skola 1939, Kungliga Tekniska Högskolan 1947 och University of Wisconsin 1949.
Gunnar O. Westerberg var verkställande direktör för Albany Nordiskafilt i Halmstad som är ett företag som tillverkar industrifiltar och viror till bland annat pappersmassaindustrin. Gunnar O. Westerberg övertog denna post från sin far Gottfrid Westerberg 1950 som även var huvudägare. 1954 köpte Westerberg Vargaslätten av arkitekten Sigfrid Ericson. Släkten sålde Vargaslätten 2013.
När Nordiskafilt 1969 slogs samman med ett antal andra bolag bildades Albany International Corp. och Gunnar O. Westerberg blev Albanys Europachef. Familjen flyttade då till Schweiz, men Vargaslätten behölls som sommarställe.
Albany Nordiskafilt kom att ha flera representationsmiddagar på Vargaslätten och en senare verkställande direktör för Nordiskafilt, Anders Helmroth, kom också att sitta i Vargaslättens styrelse.
Breareds kulturhistoriska förening, en förening som Sigfrid Ericson varit med om att grunda 1938, höll både 20 års och 40-årsjubileum på Vargaslätten. Ytterligare ett engagemang för bygden blev tydligt då Gunnar O. Westerberg skänkte en bonadsmålning av Johannes Nilsson till Breareds kyrka.
Gunnar O. Westerberg var son till direktör Gottfrid Westerberg och Ellen Westerberg (född Brauns). Han gifte sig med Christine Westerberg (född Reinius) och fick barnen Göran, Nils och Elisabeth. Gunnar O. Westerberg var kusin med Gunhild Hagnell (född Brauns) som var gift med Nils Hagnell.

## Utmärkelser, ledamotskap och priser
- Ledamot av Vetenskapssocieteten i Lund (LVSL)[5]

## Kuriosa
I Halmstad har en gata uppkallats efter Gunnar O. Westerberg ('Westerbergs gata'). Gatan är belägen inom det område som numera kallas Nissastrand vid Gamletull öster om Nissan där Albany Nordiskafilt fram till cirka 1990 hade sina tidigare fabriker.